# Østerlars
Østerlars é uma pequena localidade da Dinamarca, situada na ilha de Bornholm.
Tem cerca de 249 habitantes, e pertence à Comuna regional de Bornholm (Bornholms Regionskommune).
Está situada a 5 km a sul de Gudhjem.

## Património
- Igreja redonda de Østerlars
- Bornholms Middelalder Center - Centro Medieval de Bornholm [2]
- Stavehøl - Queda de água [2]